# Assassin's Creed Unity
Pour l’article homonyme, voir la page de la série de jeux vidéo Assassin's Creed.
Pour les articles homonymes, voir ACU.
Assassin’s Creed Unity  est un jeu vidéo d'action-aventure et d'infiltration développé par Ubisoft Montréal et édité par la société Ubisoft. Le jeu est sorti en novembre 2014 sur Windows, PlayStation 4 et Xbox One. C'est le huitième jeu principal de la série Assassin's Creed mais il est considéré comme le « cinquième opus majeur » (ou le sixième si l'on prend en compte Assassin's Creed Rogue). C'est la suite directe d'Assassin's Creed IV Black Flag, sorti en 2013, et il est également lié a l'histoire d'Assassin's Creed Rogue, qui est sorti à la même date sur les consoles de la génération précédente, à savoir la PlayStation 3 et la Xbox 360.
L'intrigue se déroule à Paris lors de la Révolution française. Le scénario suit l'histoire d'Arno Victor Dorian et ses efforts pour exposer au grand jour les véritables responsables de la Révolution. Comme ses prédécesseurs, Unity est un jeu se déroulant dans un environnement de type monde ouvert, avec une vue à la troisième personne. Par contre, il introduit un système de combat, de parkour et de furtivité remanié ; ainsi qu'un mode multijoueur coopératif permettant à quatre joueurs de s'engager ensemble dans des missions narratives et d'explorer la carte du monde.
Assassin's Creed Unity a reçu des critiques mitigées lors de sa sortie. Les éloges ont porté sur son aspect visuel, l'amélioration du gameplay, les options de personnalisation, le format multijoueur, la conception des missions, les décors, le développement des personnages et la narration. Cependant, le jeu a été vivement critiqué pour son manque d'innovation en matière de gameplay, ses commandes perfectibles et les nombreux problèmes et bugs graphiques dont il souffrait à sa sortie. À la suite du mauvais lancement du jeu à cause de ses nombreux problèmes techniques, Ubisoft a présenté des excuses et offert a tous les joueurs les DLC du Season Pass en compensation
Assassin's Creed Unity est suivi chronologiquement par Assassin's Creed Syndicate, qui se déroule dans l'Angleterre victorienne, et est sorti en octobre 2015.

## Trame

### Personnages principaux

Prise de la Bastille le 14 juillet 1789 par Hoüel.

Le joueur incarne Arno Victor Dorian,, un jeune homme hanté par une terrible tragédie et qui s'est enrôlé chez les Assassins pour combattre la corruption qui gangrène la France, au temps de la Révolution française. Français né à Versailles d'un père assassin, Arno assiste à l’assassinat de son père par Shay Patrick Cormac (cette scène correspond à la fois à l'introduction de Unity et à la fin d'Assassin's Creed Rogue). Orphelin, Arno est adopté, ignorant que sa nouvelle famille occupe un poste important au sein de l'Ordre des Templiers, sa nouvelle figure paternelle étant le Grand Maître des Templiers François de la Serre ,,. Arno s'en veut lorsque son père adoptif est lui aussi assassiné, et se lance alors dans une quête de rédemption qui le mène à la Confrérie des Assassins, dont il gravit lentement les échelons, à l'image des héros des précédents opus,. Il utilise une nouvelle arme, la « Lame Fantôme », une arbalète à courte portée attachée au poignet, sur le modèle des lames cachées. Ces mêmes lames cachées sont toujours présentes, mais intégrées dans le système d'arbalète. Ce modèle d'arbalète sert aussi à tirer des lames furies, pouvant enrager les ennemis comme dans l'opus précédent Assassin's Creed IV : Black Flag
Élise de la Serre, dont Arno tombe amoureux, est une Templière, plus précisément la fille du grand maître templier qui a adopté Arno. Élise entreprend également une enquête approfondie sur la mort de son père et son rôle dans un changement idéologique intervenu au sein de l'Ordre du Temple et qui menace ses valeurs de base,,. 
Parmi les autres personnages du jeu figurent le Marquis de Sade, Napoléon Bonaparte et Maximilien Robespierre.
Le titre « Unity » est également révélateur des idées des développeurs : dans une bande-annonce parue au mois de juillet 2014, on voit Arno fendre la foule pour sauver Élise de la Serre et tous deux affrontent alors la milice révolutionnaire de la Terreur, « unis » face à l'ennemi.

### Cadre du jeu
SI l'histoire d'Arno commence à Versailles lorsqu'il est encore un enfant, il est à Paris durant la majeure partie du scénario. Son aventure parisienne commence à la veille de la Révolution française, en 1789, et se prolonge jusqu'à la réaction thermidorienne en 1794. 
La partie du jeu se déroulant à l'époque moderne se concentre sur les Assassins qui contactent le joueur et lui demandent de l'aide pour explorer la mémoire d'Arno dans le passé, ainsi que pour l'aider dans le présent. Les missions multijoueurs en coopération suivent le développement de la Confrérie des Assassins pendant la Révolution française. De plus, des "anomalies temporelles" sont introduites au cours de l'histoire. En y accédant, Arno se rend à différents moments de l'histoire parisienne, comme le Paris de la Belle Époque de Paris ou celui de la période de l'occupation par l'Allemagne nazie pendant la Seconde Guerre mondiale.

### Résumé
En 2014, les chercheurs modernes ont créé Hélix, une machine permettant à n'importe qui de vivre l'Histoire à travers le temps.
En 1307, à Paris, en France, les soldats du Roi Philippe IV mettent aux arrêts les chevaliers Templiers. Le Temple est mis à sac et le Grand Maître Jacques de Molay est arrêté. Son lieutenant a cependant eu le temps de cacher le livre et l'Épée d'Eden à l'intérieur de la crypte avant qu'il ne se fasse tuer par un Assassin. Sept ans plus tard, De Molay périt sur le bûcher en maudissant le Roi Philippe et toute sa lignée. Ainsi, prit fin l'Ordre des Templiers (en tout cas selon l'histoire canonique). 
Bishop réveille alors l'initié d'Hélix pour lui dire ce qu'il doit faire : explorer les mémoires génétiques d'Arno Dorian durant la Révolution française afin de mettre la main sur un Sage. En effet, Abstergo a déjà mis la main sur l'un d'entre eux et a découvert que l'ADN des Précurseurs qu'ils contiennent servira à concrétiser le Phoenix Project.
La mémoire d'Arno débute à Versailles en 1776, lorsqu'il fait la rencontre d'Elise De La Serre. C'est ce jour-là que son père est assassiné dans le Château de Versailles par le Templier Shay Patrick Cormac (antihéros d'Assassin's Creed Rogue). Dès lors, Arno est adopté par le père d'Elise, François De La Serre qui n'est autre que le Grand Maître des Templiers de France.
Des années plus tard, Arno reprend la montre de son père des mains de Victor et Hugo avant d'apprendre qu'Elise est de retour à Versailles après son voyage en Angleterre (décrit dans le roman). Arno se déguise en noble pour entrer dans le Château de Versailles et retrouve sa bien-aimée. Mais des gardes royaux arrivent et Arno s'enfuit tandis que François De La Serre est attaqué par des ravisseurs et assassiné d'une épingle empoisonnée dans la nuque. Arno est accusé à tort auprès des gardes et enfermé sans procès dans la prison de la Bastille à Paris. Il y fait la rencontre de Pierre Bellec qui en voyant la montre de son père comprend qu'il est le fils de Charles Dorian. Bellec révèle à Arno que son père était un Assassin au service de la liberté. Il lui propose de s'entraider pour s'échapper et Arno d'abord réticent accepte finalement.
Le 14 juillet 1789, la Bastille est prise d'assaut par une foule de Parisiens en colère. Arno et Bellec en profitent pour s'échapper et ce dernier offre la possibilité à son apprenti de rejoindre la Confrérie des Assassins s'il veut trouver une raison à sa vie. Arno part prévenir Elise de son innocence dans le meurtre de son père mais cette dernière le chasse.
Désormais seul, sans argent ni maison, Arno décide d'accepter la proposition de Bellec et part sous l'île Saint-Louis trouver la planque des Assassins de Paris menés par Honoré Mirabeau. Ce dernier voyant la détresse du jeune homme lui offre la possibilité de réussir l'épreuve d'initiation en buvant dans un calice. Arno se remémore ses échecs (le meurtre de son père et De La Serre) et purifie sa conscience de remords et d'amertumes. Il est désormais prêt à devenir un Assassin.
Deux ans plus tard, Paris est en pleine Révolution, Arno enquête sur les meurtriers de De La Serre et découvre une conspiration dans l'ombre pour remplacer l'Ordre des Templiers. Après avoir assassiné Charles Gabriel Sivert et le Roi des Mendiants, Arno rapporte aux Assassins ses découvertes : les meurtriers de De La Serre étaient des Templiers aux services d'un nouveau Grand Maître qui a réussi à rallier plusieurs membres de l'Ordre à sa cause. Arno interroge l'orfèvre (le fabricant de l'épingle qui a servi à tuer De La Serre) qui lui révèle que le Grand Maître Templier Chrétien Lafrenière serait l'instigateur de ce complot. Sans la permission du Conseil, il assassine Lafrenière et se fait sévèrement réprimander par ses Maîtres pour avoir agi sans leur accord. Lors d'une réunion des Templiers, Arno apprend que Lafrenière était en réalité resté loyal à De La Serre et que le nouveau Grand Maître des Templiers compte désormais tuer Elise pour en finir avec sa famille. Arno sauve Elise d'une embuscade et lui fait part des plans des Templiers de l'éliminer. C'est là que Bishop révèle que le Sage qu'ils recherchent n'est autre que le nouveau Grand Maître des Templiers que traque Arno.
Arno propose à Elise d'accepter l'aide des Assassins pour venger son père et celle-ci accepte malgré elle. Si Mirabeau semble favorable à une alliance entre Assassins et Templiers, Bellec suggère de l'éliminer sur le champ. Arno amène Elise loin des regards malveillants et lui fait part de ce que lui a raconté l'orfèvre François-Thomas Germain. En entendant ce nom, Elise comprend qu'il s'agit du nouveau Grand Maître qui a commandité la mort de son père après que ce dernier l'ait chassé de l'Ordre en raison de ses divagations et de son fanatisme pour Jacques De Molay. En inspectant son bureau, Arno et Elise tombent dans un piège et partent avertir Mirabeau mais ils trouvent ce dernier mort sur son lit. Arno et Elise enquêtent sur le meurtre et en déduisent que c'est un Assassin qui l'a empoisonné. Arno se confronte à Bellec qui se révèle être l'assassin de Mirabeau. Il propose à Arno de le rejoindre à rebâtir la Confrérie sur les anciennes méthodes mais Arno refuse conformément aux idées de Mirabeau. Arno et Bellec se battent en duel et ce dernier menace de tuer Elise qu'il accuse d'être la responsable de cette division au sein de la Confrérie. Arno fait son choix et assassine Bellec.
Le 10 août 1792, le palais des Tuileries est attaqué par les révolutionnaires venus capturer le Roi Louis XVI. Arno infiltre le palais et tombe sur Napoléon Bonaparte, un commandant d'artillerie au service de la Révolution qui s'empare de la Pomme d'Eden que cachait le Roi. Arno de son côté part supprimer avec l'aide d'Elise les complices de Germain (Frederick Rouille, Marie Lévesque et Louis-Michel Lepeltier) qui affament le peuple de Paris dans le but de provoquer la chute de la monarchie en France. Le 21 janvier 1793, Louis XVI est guillotiné sur la place de la Révolution. Germain qui assiste à la scène révèle à Arno que c'est là la conclusion de tout ce qu'ils ont entrepris depuis la mort de François De La Serre et de la renaissance à présent de l'Ordre des Templiers conformément à ce que voulait De Molay. Elise attaque les hommes de Germain et ce dernier s'enfuit. Elise accuse Arno de l'avoir laissé s'échapper pour la protéger et cesse sa collaboration avec lui. Au Conseil, les Maîtres Assassins accusent Arno d'avoir une nouvelle fois bafoué les préceptes de l'Ordre et d'avoir agi à l'encontre de leur principes. Arno est destitué de son rang et banni de la Confrérie des Assassins de Paris.
À Versailles, Arno s'enivre dans l'alcool et tente de récupérer la montre de son père qu'il a perdu après une bagarre dans un bar. Après avoir tué l'homme avec qui il s'est battu, Arno constate que ce dernier n'a pas sa montre. Elise réapparait alors avec sa montre pour lui supplier de revenir à Paris en pleine période de Terreur. Arno fait part à Elise des sentiments qu'il a pour elle et cette dernière respecte son choix. Arno décide malgré tout de redevenir un Assassin et part éliminer La Touche qui fait couler le sang à flots par la guillotine dans les rues de Versailles. Mais un autre acteur de la Terreur bien plus important fait son entrée aux côtés de Germain, Maximilien de Robespierre.
Le 27 juillet 1794, Robespierre est discrédité de son image de Révolutionnaire et accusé par la Convention nationale de tyrannie. Arno et Elise partent l'arrêter alors qu'il se réfugie à l'Hôtel de Ville, protégé par ses hommes. Elise lui ordonne de lui dire où se trouve Germain avant de lui tirer une balle dans la joue. Celui-ci révèle l'emplacement de son Maître, au Temple et se fait arrêter par les gardes républicains. Arno et Elise confrontent Germain armé de l'Épée d'Eden qui lui procure les pouvoirs anciens des Précurseurs. Arno est bloqué sous des débris tandis qu'Elise part affronter Germain seule. Le choc de leur épées provoque une secousse et Elise meurt dans les bras d'Arno. Germain est assassiné et Arno transporte le corps d'Elise à l'extérieur du Temple. Des mois plus tard, Arno part se recueillir sur sa tombe en récitant les préceptes du Crédo qu'il dit enfin comprendre.
Plusieurs années plus tard, Arno, devenu un Maître Assassin, part déposer les restes de Germain dans les Catacombes de Paris. Bishop affirme que les restes du Sage sont trop endommagés pour qu'Abstergo puisse récupérer son ADN et qu'y a aucun risque qu'ils essayent de le récupérer.

#### Dead Kings (DLC)
Une semaine après la mort de Germain, Arno, toujours bouleversé par la mort d’Élise, trouve refuge à Saint-Denis; alors appelée Franciade. Alors qu'il est dans une taverne, Arno est contacté par le marquis de Sade, qui lui demande son aide pour retrouver le manuscrit de Nicolas de Condorcet, qui est caché dans la tombe de Louis IX, quelque part sous la ville. En échange il fournirait à Arno un bateau pouvant l'emmener en Égypte.
Au cours de ses recherches, Arno rencontre un groupe de pilleurs de tombes, dirigé par le capitaine Philippe Rose. Ce dernier est un subordonné de Napoléon Bonaparte, qui souhaite récupérer l'artefact situé dans un temple des Précurseurs, enterré sous la Basilique Saint-Denis. Il découvre également que le manuscrit a été volé par un enfant voleur, nommé Léon, qui a été capturé par les pilleurs. Arno sauve Léon et récupère le manuscrit, mais refuse de l'aider à arrêter les ravisseurs. Sa détermination s'amenuise après avoir eu une vision d'Élise et entendu les supplications de Léon.
Après avoir découvert l'emplacement du temple et récupéré la clé auprès d'un des officiers de Napoléon, Arno parvient enfin à ouvrir la porte du temple. Il tombe alors dans une embuscade tendue par Rose, qui tente de s'emparer de l'artefact. Arno survit à l'embuscade, et parvient à atteindre l'artefact avant Rose et ses hommes. Après avoir tué Rose, Arno récupère l'artefact, une lanterne en forme de tête contenant un morceau d'Eden sphérique, et l'utilise pour repousser les pilleurs et s'échapper du temple. Il rencontre ensuite Sade à la taverne et lui remet le manuscrit comme promis. Finalement, Arno décide de rester en France, et contacte la Confrérie pour convoyer le Morceau d'Eden en Égypte, hors de portée de Bonaparte, qui est arrêté pour désertion et trahison.

## Système de jeu
Assassin's Creed Unity est un jeu vidéo d'action-aventure et d'infiltration se déroulant dans un monde ouvert. Les développeurs d'Unity voulaient renouveler le gameplay par rapport aux précédents Assassin's Creed, en s'inspirant de l'escrime. En plus de réutiliser les armes des jeux précédents, Assassin's Creed Unity introduit la lame fantôme, qui utilise le mécanisme d'une arbalète pour tirer un projectile silencieux à grande distance, tout en jouant le même rôle que la lame cachée des précédents jeux. Par rapport aux précédents opus, un mode infiltration permettant à Arno de se courber pour passer derrière des objets bas (bureau ou muret par exemple) fait son apparition. Le système de combat est modifié afin d'être plus tactique et difficile qu'avant, là où il était très acrobatique par le passé. Le mode de « course libre », qui se déclenche avec une gâchette et l'un de boutons de la manette, et qui permet d'escalader de manière fluide les bâtiments et parcourir les forêts dans Assassin's Creed III a été revu afin d'être appliqué également à la descente. En effet, jusque-là, le joueur ne pouvait que s'aider des fameuses charrettes de foin ou descendre manuellement, ce qui était peu pratique et occasionnait de nombreuses chutes.
Unity introduit de nouveaux types d'interactions avec la foule, qui est bien plus dense que dans les opus précédents. La foule offre régulièrement de nombreuses activités qui apparaissent de manière aléatoire et que le joueur peut choisir d'accomplir ou d'ignorer. Par exemple, il est possible d'effrayer un groupe de brutes en sortant une arme, de "régler" un désaccord entre deux civils en tuant l'un d'entre eux, qui est généralement un Templier, ou de poursuivre un voleur qui vient de faire les poches de quelqu'un.
Si Arno apprend automatiquement de nouveaux mouvements tout au long du déroulement du scénario du jeu, le joueur peut également acquérir de nouvelles compétences selon son bon vouloir. En effet, pour la première fois de la série, Unity permet aux joueurs de personnaliser les capacités du personnage principal, via un arbre de compétences qui permet d' améliorer les compétences en matière de furtivité, de combat au corps à corps ou à distance, et de santé, en attribuant des points gagnés en jouant. Les joueurs peuvent également personnaliser leurs armes, armures et équipements afin qu'ils correspondent mieux à leur style de jeu personnel. Les joueurs ont également à leur disposition un plus grand choix d'armes, notamment des épées, des haches, des lances, des fusils, des pistolets et des objets à lancer sur les ennemis, comme des bombes fumigènes. Le DLC Assassin's Creed : Dead Kings ajoute le redoutable pistolet-guillotine à cet arsenal.
Assassin's Creed Unity introduit également un mode multijoueur coopératif en ligne. Les joueurs peuvent entrer dans les tavernes, où l'on peut voir si des amis jouent au jeu au même moment. S'ils sont connectés et en train de jouer dans une mission en ligne, c'est une version "fantôme" de leur avatar qui sera présente dans l'auberge. Il suffit de s'approcher de ce fantôme pour demander à son amis de rejoindre sa mission. Si votre demande est acceptée, vous rejoignez la mission et les deux joueurs retournent au point de contrôle, à partir duquel ils continuent. Jusqu'à quatre joueurs peuvent se rejoindre de cette manière. Chaque joueur incarne sa version personnalisée d'Arno, avec ses propres ensembles d'équipement, d'armes et d'armures. Ceux-ci peuvent ainsi remplir une mission en commun, comme l'élimination d'une cible. Ils peuvent s'entraider afin de la réaliser en toute discrétion ou bien profiter de leur nombre pour passer en force,.  De nombreuses missions et activités sont disponibles pour le mode multijoueurs, qui peuvent être accomplies en solo ou en coopération avec d'autres joueurs. Par contre, certaines missions en ligne ne sont jouables qu'en solo.
Au lancement d'Assassin's Creed Unity , le jeu avait des liens importants avec l'application Assassins Creed Unity Companion, une application de type "freemium" pour les tablettes et smartphones ayant des "liens directs avec l'histoire globale de Unity". Un nombre important de coffres, de cibles d'assassinat et d'autres objets de collection visibles dans Unity n'étaient alors accessibles qu'à ceux qui avaient atteint certains objectifs dans cette application. Depuis une mise à jour déployée en février 2015, ce lien avec l'application a disparu, ce qui signifie que les joueurs qui ont téléchargé la mise à jour peuvent maintenant collecter tous les coffres du jeu sans avoir à jouer à l'application Companion,,.

## Liste des lieux et monuments notables détaillés dans le jeu
- Abbaye de Saint-Germain-des-Prés
- Basilique Saint-Denis
- Bastille
- Bourse de commerce
- Cathédrale Notre-Dame[28],[Note 1]
- Catacombes
- Château de Versailles
- Collège des Quatre-Nations
- Colonne Médicis
- Conciergerie
- Cour des Miracles
- École militaire
- Église de la Madeleine
- Église Saint-Eustache
- Grand Châtelet
- Hôtel de Cluny
- Hôtel-Dieu
- Hôtel des Invalides
- Hôtel de ville de Paris
- Jardin des Tuileries
- Observatoire de Paris
- Palais Bourbon
- Palais de justice
- Palais du Louvre
- Palais du Luxembourg
- Palais-Royal
- Palais des Tuileries
- Panthéon
- Place de Grève
- Place des Vosges
- Pont Notre-Dame
- Sainte-Chapelle
- Statue de la Liberté (via une faille temporelle)
- Sorbonne
- Tour Eiffel (via une faille temporelle[29])
- Tour Saint-Jacques
- Tour du Temple

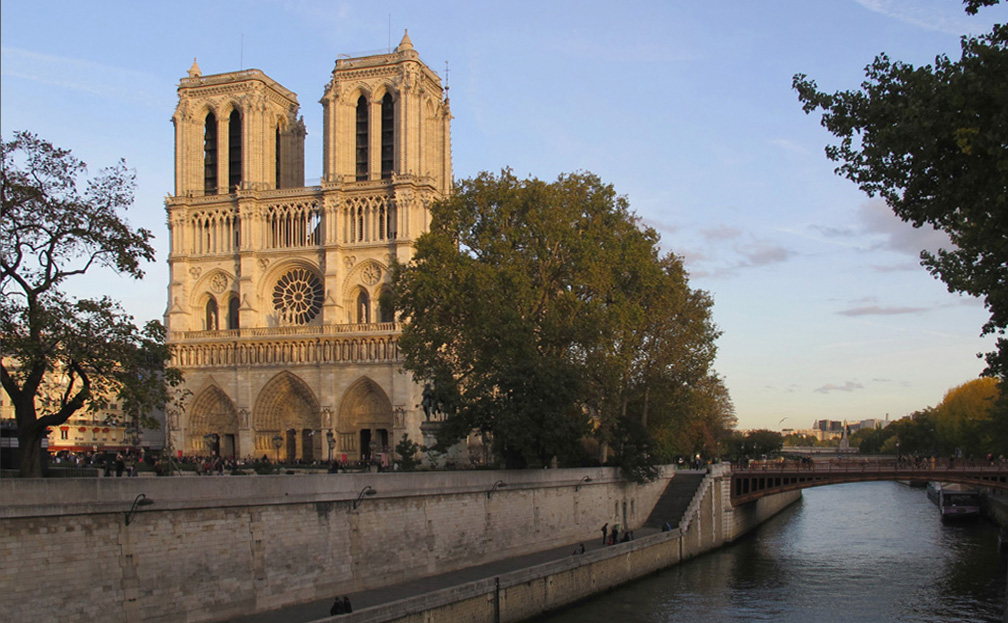
Notre-Dame.
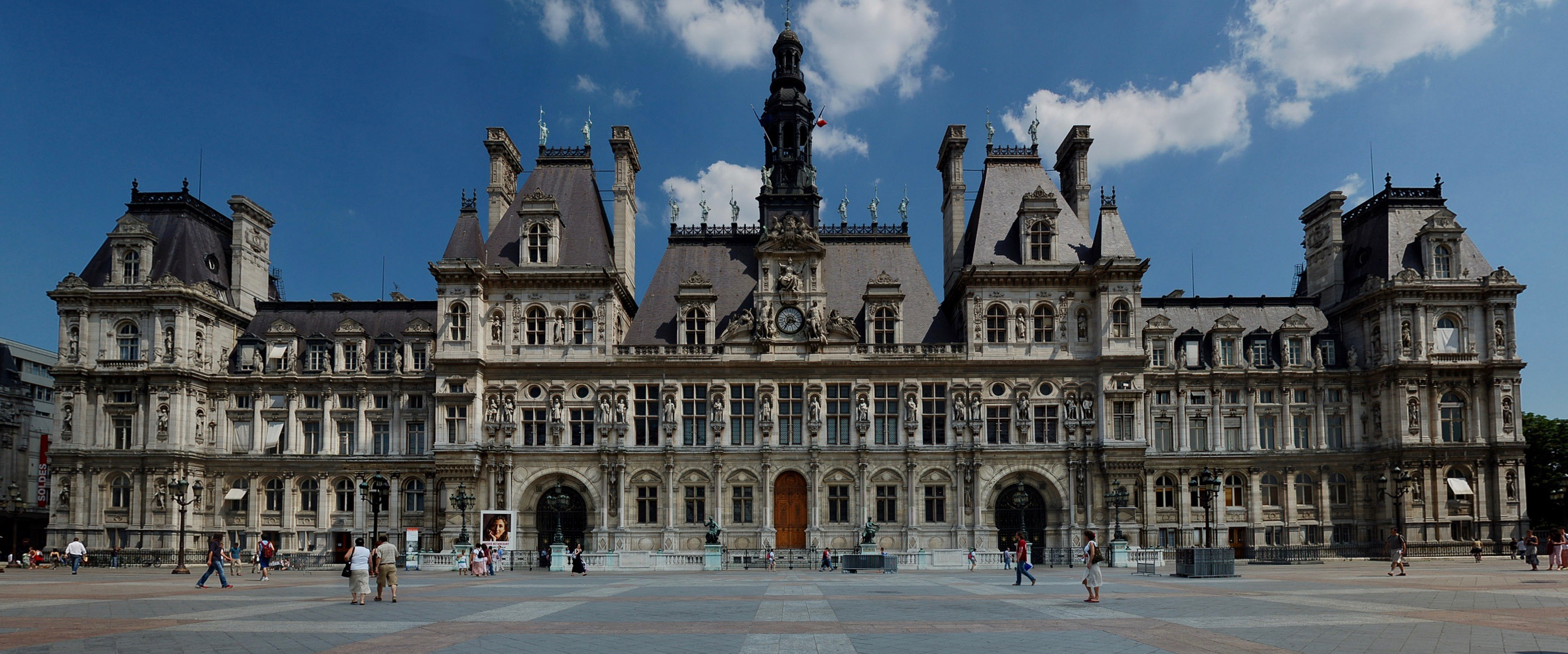
Hôtel de ville.
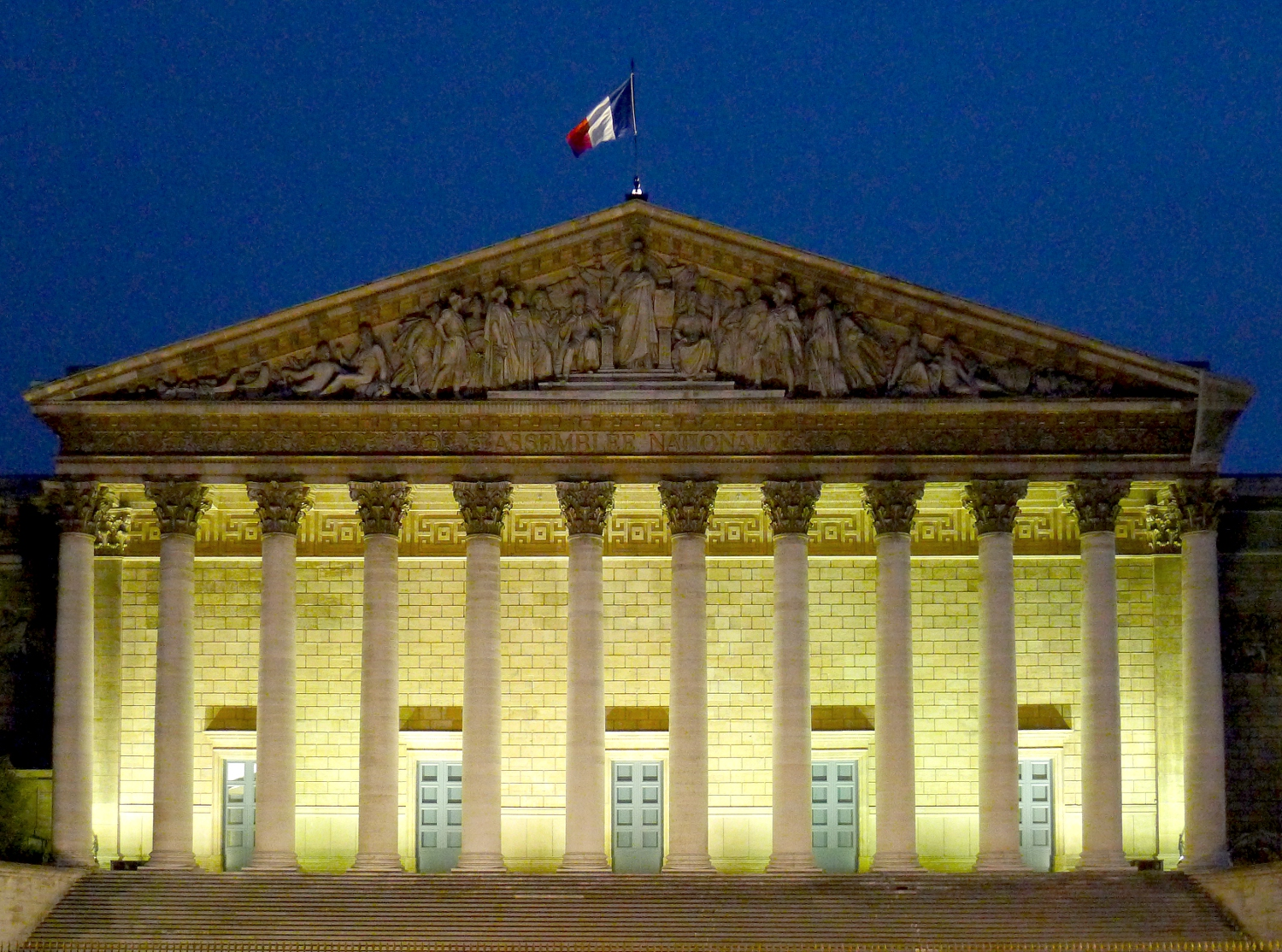
Palais Bourbon la nuit.

## Liste des personnages historiques visibles dans ce jeu
- Dante Alighieri
- Charles d'Éon de Beaumont
- Napoléon Bonaparte
- Jean-Dominique Cassini
- Pierre-Augustin Caron de Beaumarchais
- Louis Dominique Cartouche
- Charles Cochon de Lapparent
- Georges Jacques Danton
- Jacques-Louis David
- Jean-Baptiste Dossonville
- Thomas Alexandre Dumas
- Fabre d'Églantine
- Marie-Antoinette d'Autriche
- Latude
- Louis XVI
- Louis XVII
- Philippe IV le Bel
- François-Thomas Germain
- Joseph-Ignace Guillotin
- François Hanriot
- Antoine Lavoisier
- Marie-Anne Lenormand
- Louis-Michel Lepeletier de Saint-Fargeau
- Jacques de Molay
- Thomas Paine
- Honoré-Gabriel Riqueti de Mirabeau
- Maximilien de Robespierre
- Jean-Baptiste Rotondo
- Donatien Alphonse François de Sade
- Charles-Henri Sanson
- Charles Gabriel Sivert
- Charles XIV Jean
- Désirée Clary
- Anne-Josèphe Théroigne de Méricourt
- Marie Tussaud
- Rose Bertin
- Eugène-François Vidocq

Références uniquement
- Nicolas Flamel ;
- Joseph François Foullon ;
- Olympe de Gouges ;
- Alexandre Lenoir ;
- Nostradamus.

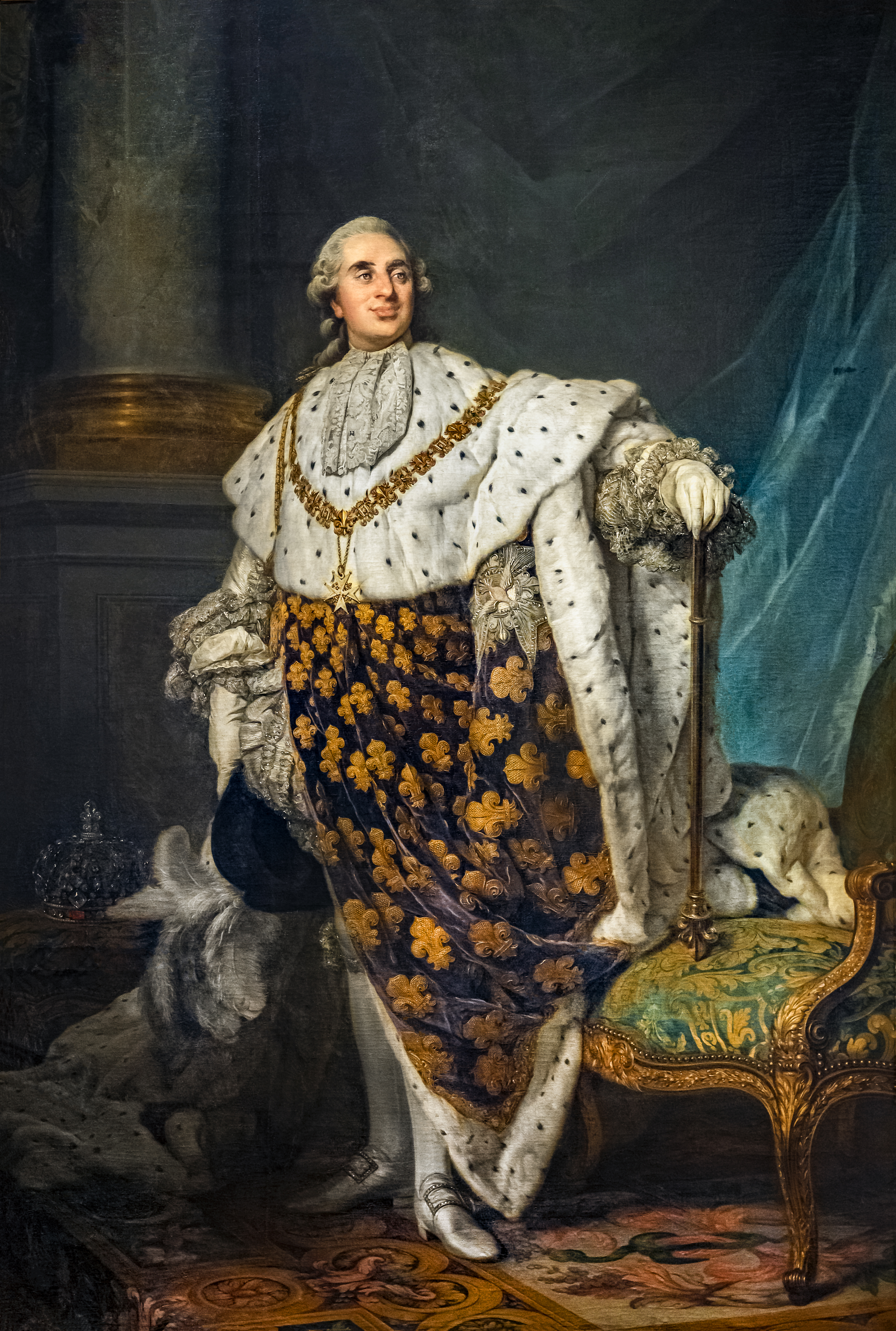
Louis XVI.
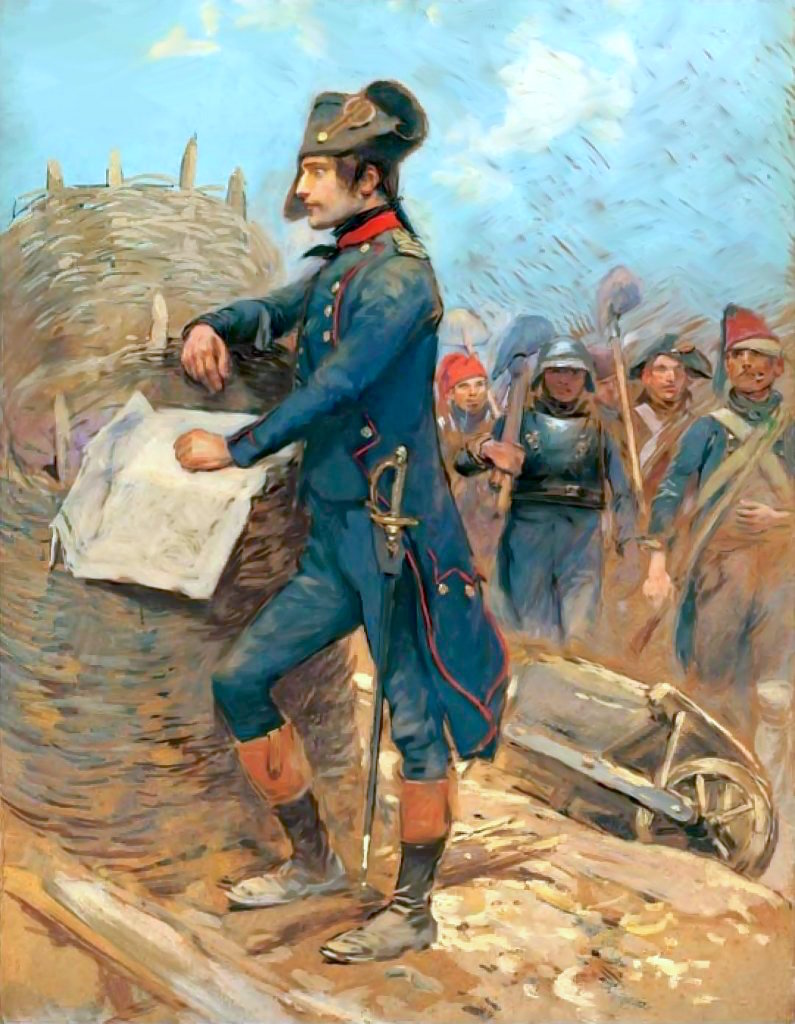
Napoléon Bonaparte.
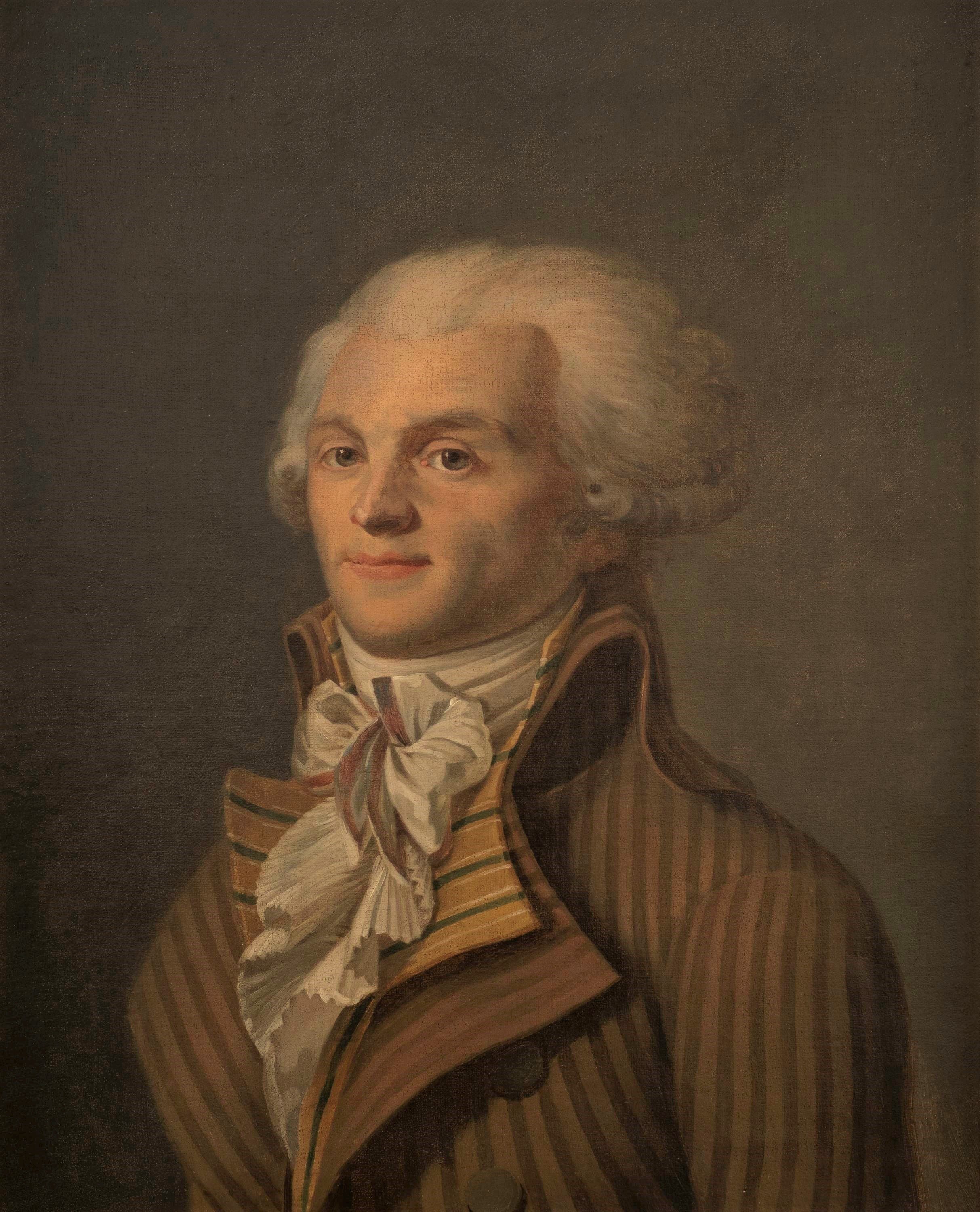
Robespierre.
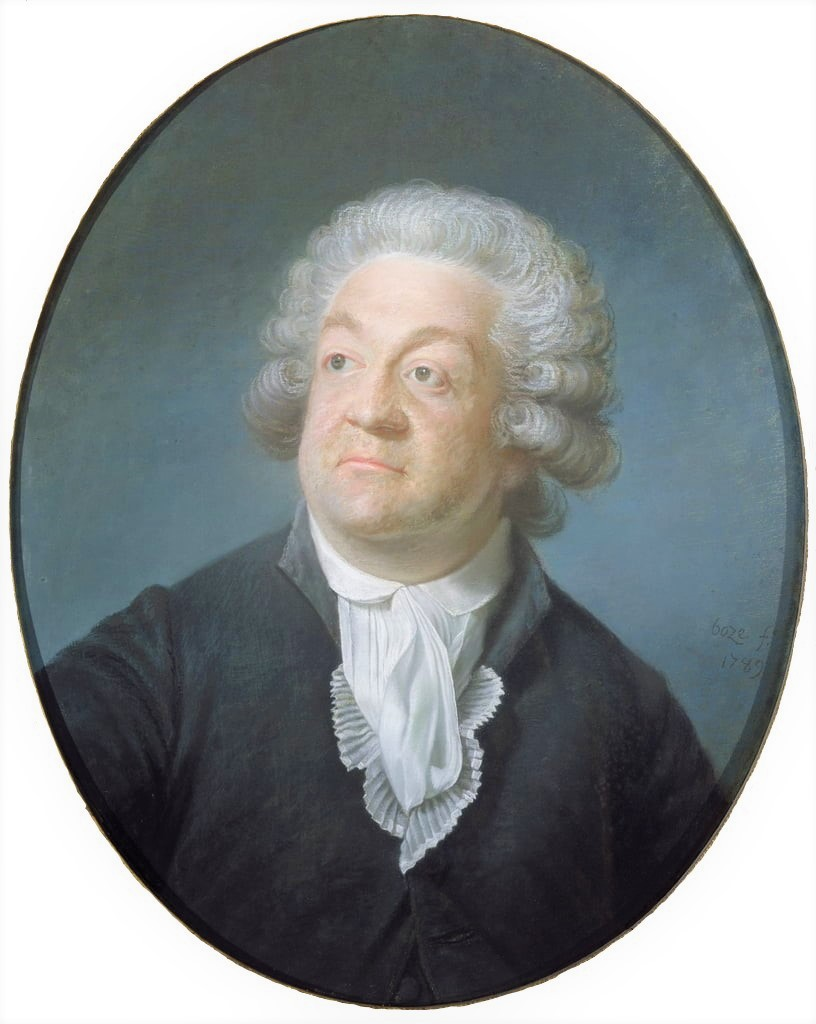
Mirabeau.
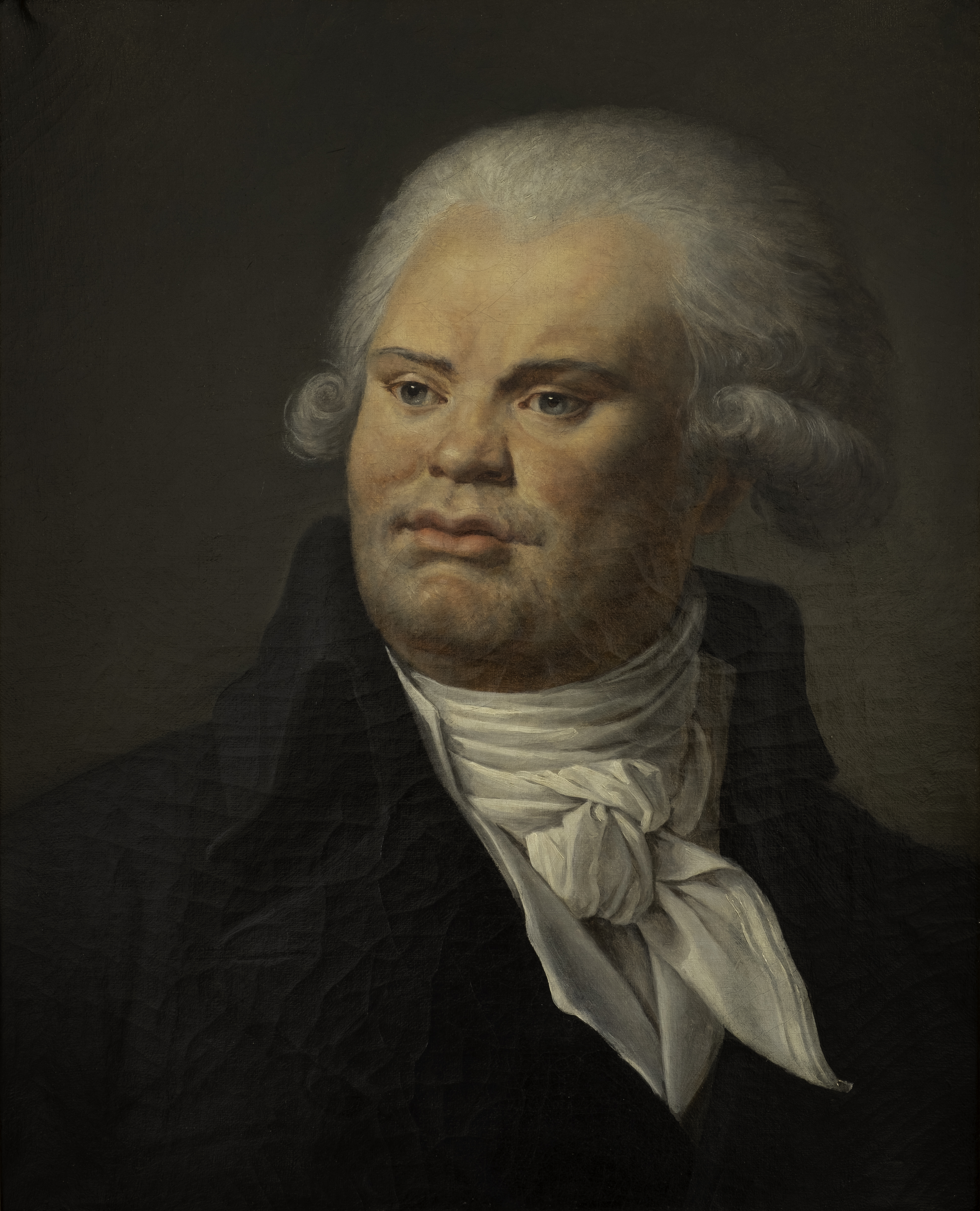
Danton.
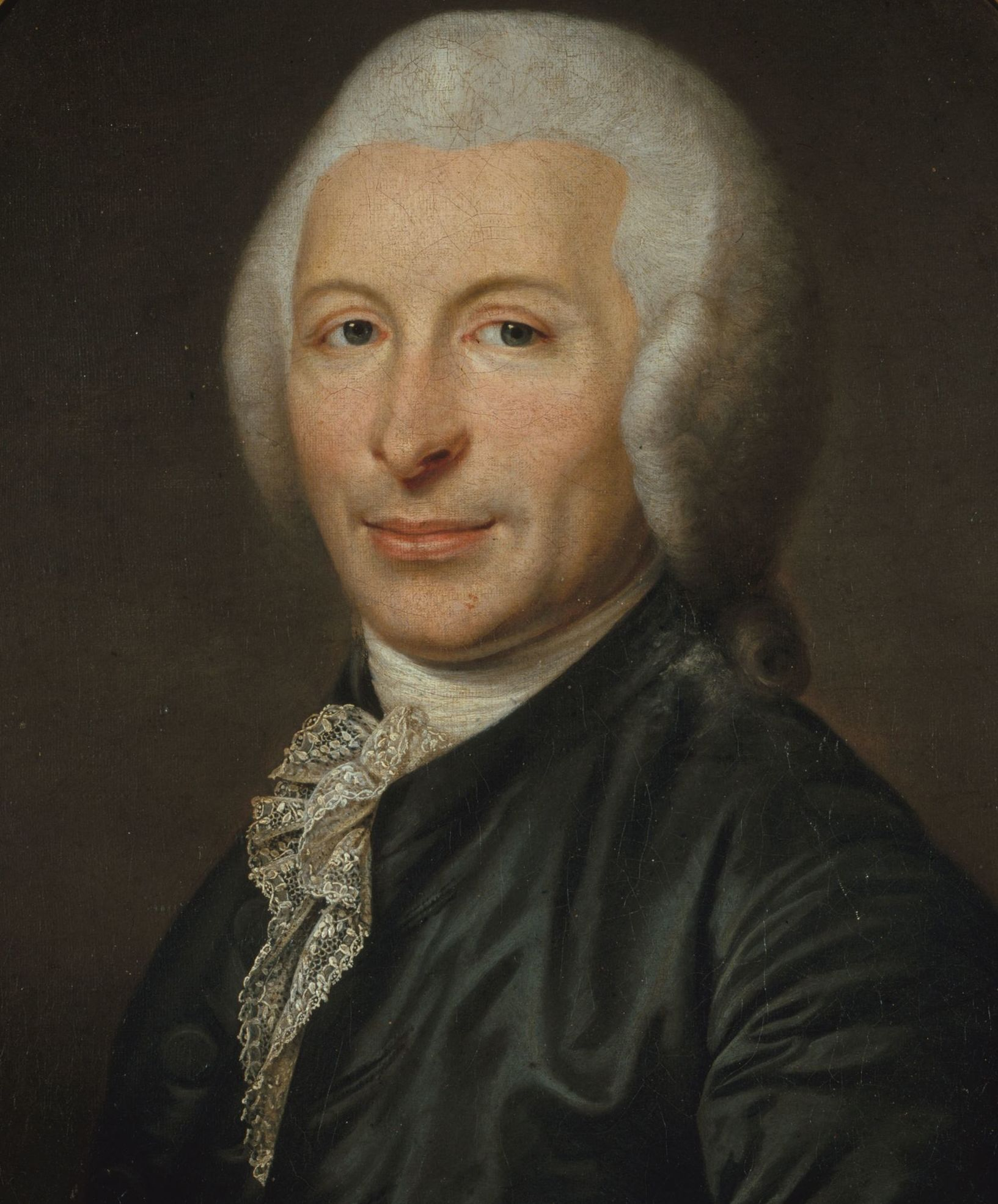
Guillotin.
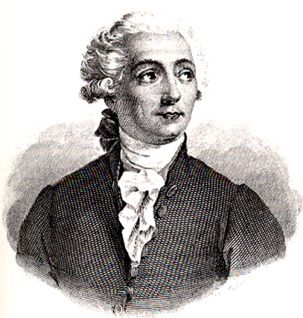
Lavoisier.

## Développement

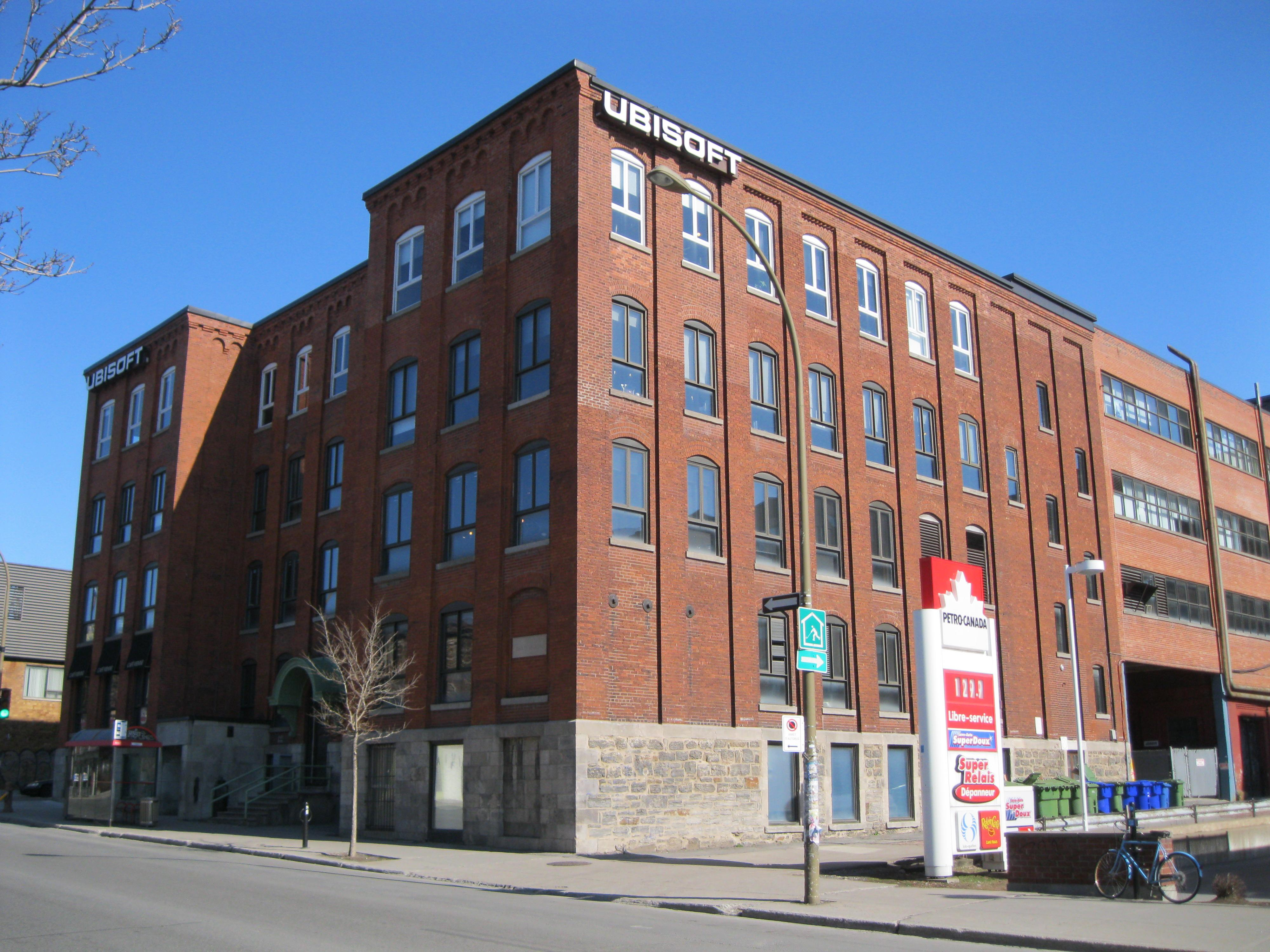
Studio d'Ubisoft Montréal, au 5505, boulevard Saint-Laurent.

Le développement du jeu débute fin 2010, peu après la sortie d'Assassin's Creed Brotherhood, avec une scission de l'équipe de base au cours des premières étapes du développement d'Assassin's Creed III. Des premières images du jeu fuitent en mars 2014, ainsi que son titre, Unity,. Les éléments qui fuitent révèlent qu'Unity va se dérouler à Paris pendant la Révolution française, que le personnage principal sera un nouvel assassin, et qu'il sortirait fin 2014 sur PlayStation 4 et Xbox One.Le 21 mars, Ubisoft confirme l'existence du jeu, alors en développement depuis plus de trois ans, en publiant des séquences de jeu tirées de la version pré-alpha, montrant un assassin parcourant les rues de Paris à l'époque de la Révolution française. Ubisoft confirme également que le jeu sortira au quatrième trimestre 2014 et qu'il sera également disponible sous Windows. Il est également indiqué que le nouveau moteur du jeu permet d'afficher jusqu'à 5 000 personnages à l'écran. Le scénariste Jeffrey Yohalem confirme alors qu'un indice concernant le contexte historique du jeu, à savoir la représentation d'un bonnet phrygien, était déjà présent dans la cinématique finale d'Assassin's Creed Brotherhood,. Ubisoft Montréal est le principal développeur du projet, avec la contribution des studios d'Ubisoft à Toronto, Kiev, Singapour, Shanghai, Annecy, Montpellier, Bucarest, Québec et Chengdu,.
À l'E3 2014, Ubisoft diffuse une bande-annonce dévoilant le mode multijoueur coopératif du jeu, prévus pour un maximum de quatre joueurs, ce qui est une première dans la série. On entend dans cette bande-annonce la reprise de Tears for Fears Everybody Wants to Rule the World par la chanteuse néo-zélandaise Lorde. L'équipe de développement a pu utiliser la puissance des consoles de la nouvelle génération, la PlayStation 4 et la Xbox One, pour améliorer les foules de PNJ. Jusqu'à 1000 personnages, ayant chacun leur propre IA, peuvent apparaître dans une foule, chacun agissant indépendamment et réagissant aux autres ainsi qu'aux actions du joueur. La version PC du jeu utilise la technologie GameWorks de Nvidia comme l'anticrénelage TXAA, la tessellation DX11 avancée et la technologie PhysX, également de Nvidia, grâce à un partenariat entre Ubisoft et Nvidia,.
Le concepteur principal du jeu, Benjamin Plich, déclare que ce jeu sera plus difficile que les précédents, grâce à la suppression du bouton dédié au contre dans les combats et à des gardes plus agressifs. Il déclare également que le jeu proposera des doubles assassinats synchronisés.
En août 2014, Ubisoft annonce la sortie du jeu Assassin's Creed Rogue, sur PlayStation 3 et Xbox 360 et révèle qu'il vas avoir des liens avec l'histoire d'Unity.
Unity est codé en utilisant une combinaison des langages C++ et C#, pour un total estimé à 15,5 millions de lignes de code pour le premier langage, et à cinq millions pour le second.
Initialement, le jeu devait sortir dans le monde entier le 28 octobre 2014. Cependant, le 28 août 2014, il est officiellement reporté au 11 novembre 2014 en Amérique du Nord, au 13 novembre 2014 en Europe et en Australasie, et au 14 novembre 2014 au Royaume-Uni,. Vincent Pontbriand, producteur senior chez Ubisoft, déclare au sujet du report que "Alors que nous approchions de la fin [du développement du jeu], nous avons réalisé que nous étions proches du but à atteindre, mais qu'il nous fallait encore un peu de temps pour peaufiner certains détails afin de nous assurer que Assassin's Creed Unity soit exceptionnel". En outre, malgré ce report, le jeu a droit à un patch dès le premier jour de sa commercialisation, contenant des correctifs et de nouvelles mises à jour.
Lors de sa sortie, Unity propose plusieurs éditions collector,,.

### Contenu téléchargeable
Le 22 septembre 2014, Ubisoft annonce la commercialisation d'un « Season Pass » du jeu, qui propose, en plus de nouvelles missions, tenues et armes et deux campagnes inédites. Celui-ci est finalement annulé en novembre 2014 ; du fait des problèmes au lancement du jeu, Ubisoft décide de proposer gratuitement la première campagne additionnelle. Les joueurs ayant acheté le Season Pass peuvent alors profiter d'un jeu offert parmi six de l'éditeur.
En décembre 2014 sort le premier contenu comprenant des armes et tenues pour Arno ainsi que les trois missions additionnelles disponibles à la base dans les éditions collectors du jeu.
En janvier 2015 sort la campagne Assassin's Creed Unity: Dead Kings, développée par Ubisoft Montpellier, se déroulant après les événements du jeu principal à Saint-Denis, là où sont enterrés les rois de France.
En février 2015 sort un troisième contenu additionnel gratuit avec de nouvelles armes et deux nouvelles tenues pour Arno.

### Consultants historiques
Le 6 octobre 2014, Ubisoft annonçait s'être attaché les services de l'historien Jean-Clément Martin, professeur émérite à l’université Paris I Panthéon-Sorbonne, spécialiste de la Révolution française et Laurent Turcot, professeur à l'Université du Québec à Trois-Rivières, spécialiste de l'histoire urbaine et de l'histoire culturelle française, pour la conception de physionomie du Paris de la Révolution française ainsi que de l'ordinaire de la vie quotidienne,.

## Accueil

### Critique
Selon le site Metacritic, qui a collecté et compilé les notes attribuées au jeu, Assassin's Creed Unity a reçu des notes et appréciations "mitigées ou moyennes" lors de sa sortie,,.
Le site Jeuxvideo.com lui attribue la note de 17/20, invoquant de nombreuses qualités mais relevant des défauts comme des combats moins amusants même si la facilité en a été diminuée, un scénario meilleur que Black Flag mais moins bon qu'Assassin's Creed III, et des séquences historiques dans le présent, ridicules, et dont la fin est bâclée.
Matt Miller de Game Informer lui attribue la note de 8/10, louant l'environnement et l'architecture détaillés, le bon jeu d'acteur des doubleurs, les missions stratégiques, le gameplay stimulant et les missions à l'histoire bien rythmée. Par contre, il critique les commandes et l'équilibrage de la difficulté, ainsi que les problèmes techniques qui cassent le jeu. Il déclare également que le système de navigation et le système de combat doivent encore être améliorés.
Louise Blain de GamesRadar note le jeu 4/5. Elle fait l'éloge du monde du jeu, qu'elle trouve dense et atmosphérique, de la conception des missions centrée sur le personnage, de la mécanique de course libre révisée, de la personnalisation approfondie des personnages et des combats qu'elle trouve satisfaisants. Cependant, elle critique le framerate du jeu et la mauvaise conception de l'IA des ennemis.
Chris Carter de Destructoid met au jeu la note de 7/10. Il fait l'éloge du nouveau système de mouvements/déplacement, des personnages principaux sympathiques, du cadre dans lequel se déroule le jeu et qu'il qualifie d'iconique, de l'animation fluide et de la distance d'affichage améliorée. Les nouveaux ajouts tels que la personnalisation des personnages et les foules immenses sont également salués par Chris. Cependant, il critique l'histoire prévisible, les nombreux problèmes techniques et la conception des missions du mode multijoueur en coopération, car il est alors impossible de jouer certaines missions en solo. Il déclare que "Unity est comme un pas en arrière.... Il lui manque ce grand sens de l'errance dans les mers inexplorées d'Assassin's Creed IV : Black Flag, ou même l'impression d'ouverture sur la nature sauvage d'Assassin's Creed III, mais c'est un voyage qui vaut la peine d'être fait si vous êtes déjà dans la série [comprendre : un fan de la série]". 
Tom Bramwell d'Eurogamer donne au jeu la note de 7/10. Il fait l'éloge du cadre, de la richesse du contenu, de l'histoire inspirante et des missions secondaires intéressantes. Cependant, il critique la conception trop "déjà-vu" et sans imagination des missions, le système d'auto-correction trop zélé lors des phases de déplacement libre et le manque de personnalisation des armes. Il décrit le jeu comme étant une "occasion manquée".
Marty Silva d'IGN donne au jeu la note de 7.8/10. Il loue la recréation de Paris et les idées ambitieuses présentes dans le mode multijoueur. Mais elle critique la furtivité, manquant de finesse à son goût, la faiblesse de l'histoire et l'absence d'un personnage principal fort. Il déclare que Unity est un concept divertissant et réussi qui augure du bon pour l'avenir de la série, mais n'est pas "révolutionnaire".
Tom Senior de PC Gamer note Unity 65/100. Selon lui, " Unity pourrait devenir une partie parfaitement agréable du canon d'Assassin's Creed. C'est une campagne solide, rehaussée par des missions d'assassinat de qualité et un cadre extraordinaire qui pourrait bien envoyer le chiffre situé en bas de ce test dans les années 1980 [comprendre : le jeu pourrait avoir une note supérieure à 80/100], mais avec [...] un tas de problèmes techniques, des problèmes de performance, des microtransactions et des systèmes de combat et de course libre guindés, Unity - dans son état actuel - ne peut être considéré que comme une révolution ratée". 
Sam Prell de Joystiq donne au jeu la note de 2.5/5, en disant qu' "Il est difficile de ne pas apprécier tout ce qu'il [Unity] fait bien, et vous passerez un bon moment si vous pouvez rameuter quelques amis pour jouer en co-op, mais il est impossible d'ignorer où Unity échoue tragiquement". 
Pour PC World, le jeu "est un nouveau point bas pour la série des Assassin's Creed". La revue critique également Assassin's Creed Unity pour la petite taille de sa zone de jeu, son gameplay médiocre et sa configuration minimale élevée pour la version WIndows. De même, CNET déclare que "même si cela suffira probablement pour les fans de la série Assassin's Creed, Unity trébuche tout au long du jeu et ne trouve jamais vraiment son équilibre".
En décembre 2015, Game Informer a classé le jeu comme étant alors le huitième meilleur jeu de la franchise Assassin's Creed, soit deux places en dessous d'Assassin's Creed Rogue sorti la même année.

### Réponses d'Ubisoft aux critiques
Yannis Mallat, le PDG d'Ubisoft Montréal, s'est excusé au nom du studio pour le mauvais lancement d'Unity, déclarant que "la qualité générale du jeu a été diminuée par des bugs et des problèmes techniques inattendus", et a empêché les utilisateurs de "vivre le jeu à son plein potentiel". En réponse à ces problèmes, Ubisoft annonce l'arrêt des ventes du season pass et de l'édition Gold du jeu, et que tous les joueurs vont recevoir gratuitement la première campagne-DLC du jeu, Dead Kings. En compensation, les personnes ayant acheté le season pass peuvent télécharger gratuitement la version numérique de l'un de ces six jeux Ubisoft : Assassin's Creed IV : Black Flag, The Crew, Far Cry 4, Just Dance 2015, Rayman Legends ou Watch Dogs. De plus, ils "continueront à avoir accès à une variété de contenus supplémentaires [pour Unity], y compris Assassin's Creed Chronicles : China",. Pour pouvoir récupérer leur jeu gratuit, les utilisateurs doivent cependant renoncer à leur droit de poursuivre Ubisoft en justice en ce qui concerne le jeu et la dévaluation du season pass.
En février 2016, Ubisoft indique qu'il n'y aura pas de nouvelles annonces concernant d'autres jeux Assassin's Creed pour le reste de l'année, en citant les nombreux problémes d’Unity et en déclarant que "nous avons beaucoup appris grâce à vos commentaires". Dans cette déclaration, Ubisoft s'engage à faire évoluer les mécanismes du jeu afin de créer "des jeux plus agréables". Cette nouvelle est peut-être liée au rapport financier du troisième trimestre 2016 d'Ubisoft, qui est publié le même jour, et indique qu'Assassin's Creed Syndicate a eu un "lancement plus lent que prévu".

### Polémique sur la relecture historique
Le Parti de gauche français a critiqué la relecture de la Révolution française présentée dans le jeu, dénonçant une propagande contre la république française représentant Robespierre comme un monstre sanguinaire et Marie-Antoinette comme une pauvre petite-fille. Il décrit la vision d'Ubisoft de cette période historique comme une « propagande » qui s'appuie sur le sentiment croissant de haine de soi qui se répand dans toute la France. Mélenchon a exprimé ses critiques lors de multiples apparitions dans les médias, déclarant au New York Times : « Salir la grande révolution est un sale boulot qui vise à inculquer aux Français encore plus de haine de soi et à parler de déclin. Si nous continuons ainsi, aucune identité commune ne restera possible pour les Français, à part la religion et la couleur de la peau ».
Le secrétaire national du PG Alexis Corbière déclare que la bande-annonce du jeu « [...] reprend à son compte tous les poncifs contre-révolutionnaires forgés depuis plus deux siècles [...]. À tous ceux qui vont acheter Assassin's Creed Unity, je leur souhaite un moment agréable, mais je leur dis aussi que le plaisir de jouer n'empêche pas de réfléchir. Jouer oui, mais ne vous laissez pas manipuler par ceux qui font de la propagande ».
Le producteur du jeu Antoine Vimal du Monteil a répondu que « Assassin's Creed Unity est un jeu vidéo grand public, pas une leçon d'histoire », tandis que Laurent Turcot affirmait : « C'est un biais qu'Ubisoft a décidé de prendre, mais il n'est pas aussi extrême que ce que développe M. Mélenchon. Son analyse manque un peu de rigueur » dans la mesure où M. Mélenchon ne se basait que sur la bande-annonce pour juger.
Si l'historien Guillaume Mazeau relève de nombreux anachronismes dans les décors et les comportements, il note qu'« un tel jeu vidéo pourrait servir de support pédagogique pour des cours au collège et au lycée. Il permettrait de faire comprendre aux élèves le Paris d’époque ». Sur la violence du peuple de Paris, il note que « La violence est omniprésente. On est clairement dans le stéréotype [...]. Je ne dis pas que ces événements ne sont jamais arrivés durant la Révolution française, mais le jeu les rend quotidiens au lieu d’être ponctuels. C’est oublier que, pendant la Révolution, la plupart des mouvements populaires étaient pacifistes. Cette criminalité quotidienne est un fantasme contemporain qu’on projette sur une ville qui n’était pas tant criminogène ».
En avril 2015, Jean-Clément Martin et Laurent Turcot publient, à la suite de la polémique, un ouvrage intitulé Au cœur de la Révolution : les leçons d'histoire d'un jeu vidéo, publié chez Vendémiaire.

### Ventes
En 2016, les chiffres dévoilés concernant les ventes d'Assassin's Creed Unity s'élèvent à presque 8 millions d'exemplaires. C'est l'un des épisodes les moins populaires de la saga après Assassin's Creed Syndicate (5 millions d'exemplaires) et Assassin's Creed Brotherhood (7 millions d'exemplaires).
Le semi-échec de l'épisode français est toutefois à relativiser au vu du faible nombre de supports sur lequel il a été édité. À titre de comparaison, l'épisode le plus vendu Assassin's Creed IV Black Flag a pour sa part eu une multitude de formats comprenant une console de Nintendo (la Wii U) mais aussi deux générations de consoles chez Microsoft (Xbox 360, Xbox One) et Sony (Playstation 3 , Playstation 4).
En mai 2020, Ubisoft annonce que le jeu s'est vendu a plus de 10 millions d'unités.

## Controverses

### Absence d'avatars féminins dans le mode coopératif
"Nous reconnaissons la validité des préoccupations concernant la diversité dans la narration des jeux vidéo. Assassin's Creed est développé par une équipe multiculturelle, de différentes confessions et croyances et nous espérons que cette attention à la diversité se reflète dans les décors de nos jeux et nos personnages. Assassin's Creed Unity se concentre sur l'histoire du personnage principal, Arno. Que vous jouiez seul ou avec la co-op Shared Experiences, vous, le joueur, jouerez toujours le rôle d'Arno, avec son large éventail de matériel et de compétences qui vous feront vous sentir unique. En ce qui concerne la diversité des Assassins jouables [dans nos jeux], nous avons mis en scène Aveline, Connor, Adewale et Altaïr dans les jeux Assassin's Creed et nous continuons à chercher à mettre en avant des personnages variés. Nous sommes impatients de vous présenter certains des personnages féminins forts d'Assassin's Creed Unity". Source : la réponse d'Ubisoft concernant les critiques sur l'absence d'assassins féminins dans le mode cooperatif.
Après la diffusion de la bande-annonce dévoilant le mode multijoueur coopératif du jeu lors de l'E3 2014, le directeur créatif Alex Amancio et le directeur technique James Therien donnent quelques informations supplémentaires le concernant. Amancio explique que ce mode n'inclue pas la possibilité de jouer des assassins féminins, en raison des "réalités de la production", car pour y arriver "C'est le double d'animations, le double de voix [...] et le double d'assets visuels. C'est surtout que nous avons des assassins personnalisables. C'était vraiment beaucoup de travail de production supplémentaire". James Therien donne la même explication à celles et ceux qui lui posent la question. Le Level designer Bruno St-André reprend ces arguments et précise qu'il aurait fallu créer environ 8 000 animations supplémentaires pour pouvoir inclure un avatar féminin dans le mode multijoueur,,.
Cette absence et ces explications provoquent le mécontentement d'une partie de la communauté des jeux vidéos. Brenna Hillier, de VG247, fait remarquer que neuf équipes de développement travaillent sur le jeu et déclare : "Ubisoft avance ici une excuse éculée, stupide et constamment réfutée pour expliquer pourquoi il perpétue le cycle du sexisme et de la sous-représentation [des femmes] dans l'industrie du jeu." Tim Clark de PC Gamer fait remarquer "que les précédents jeux Assassin's Creed ont eu des personnages femminins jouables dans leurs modes multi-joueurs, et que dans Brotherhood vous étes aidé par des assassins à la demande, dont beaucoup sont des femmes, donc ce n'est pas vraiment impossible". Clark s'est également intéressé à la façon dont Amancio et Therien ont répondu à la question et a estimé que la façon dont ils ont fait référence à "la volonté de l'équipe d'inclure des personnages féminins jouables suggère... que c'est probablement une décision qui n'a pas été bien accueillie en interne". Jonathan Cooper, ancien concepteur d'Assassin's Creed, répond en disant : "Selon mon opinion éclairée, j'estime que cela représente un jour ou deux de travail. Pas un remplacement de 8 000 animations." Il a également révélé qu'Aveline de Grandpré, la protagoniste féminine d'Assassin's Creed III : Liberation, "partage plus d'animations avec Connor Kenway qu'Edward Kenway". Les fans lancent plusieurs pétitions demandant à Ubisoft de changer sa position et d'inclure des avatars féminins dans le mode multijoueur. En outre, Patrice Désilets, le concepteur du premier Assassin's Creed, déclare que le raisonnement d'Amancio est valable, mais qu'Ubisoft devrait s'efforcer de laisser aux joueurs le choix du sexe de leur avatar.

M. Amancio tente de dissiper toute confusion en déclarant : 
"Je comprends le problème, je comprends la cause, et elle est noble, mais je ne pense pas qu'elle soit pertinente dans le cas d'Unity. Dans Unity, vous jouez un personnage appelé Arno, et quand vous jouez en co-op, vous jouez aussi Arno - comme tout le monde. C'est comme Aiden Pearce dans Watch Dogs... Arno a des compétences différentes [selon les joueurs] - vous choisissez des points de compétence dans le jeu, il y a des éléments d'équipement qui ont un impact et toutes ces armes qui font que le personnage que vous créez est le vôtre. Mais vous jouez toujours Arno... La raison pour laquelle nous changeons simplement le visage et gardons les corps, c'est que nous voulons que les gens puisse montrer [aux autres joueurs] l'équipement qu'ils ont récupéré dans le jeu par le biais de l'exploration. C'est pourquoi nous avons gardé [le mode multijoueur tel qu'il est]. "

### Parité entre plateformes
En octobre 2014, Vincent Pontbriand, le producteur principal d'Ubisoft, déclare que toutes les versions du jeu sur console seront verrouillées à la même résolution de 900p. Ce choix a été fait "...pour éviter tous les débats stériles." De nombreux lecteurs font le lien entre cette annonce et la façon dont la puissance brute de la PlayStation 4 et celle de la Xbox One sont constamment comparées dans les médias spécialisés dans les jeux vidéos et supposent que la résolutions de la version PlayStation 4 du jeu a été abaissée pour atteindre la parité avec la Xbox One. Par la suite, Ubisoft réfute cette affirmation.
Pontbriand fait alors un nouveau communiqué, indiquant que la décision d'avoir la même résolution sur les deux consoles est liée aux limitations des processeurs des consoles et que c'est pour pouvoir avoir un grand nombre de PNJ en simultanés à l'écran, tout en préservant la qualité de leurs IA individuelles, que le jeu est verrouillé à 30 images par seconde.

## Hommage à la suite de l'incendie de Notre-Dame de Paris
À la suite de l'incendie de Notre-Dame de Paris en avril 2019 qui a partiellement détruit la cathédrale, un grand nombre de joueurs rendent hommage à l'édifice en postant en guise de soutien des vidéos et des captures d'images du célèbre bâtiment dont la modélisation est particulièrement détaillée. En plus d'un don de 500 000 euros pour aider à la reconstruction de la cathédrale, Ubisoft offre également temporairement en téléchargement son jeu (version PC) pour permettre aux joueurs de découvrir l'édifice,.